# Parornix conspicuella
Parornix conspicuella là một loài bướm đêm thuộc họ Gracillariidae. Nó được tìm thấy ở Québec và Hoa Kỳ (Pennsylvania, Maine, Michigan và Vermont).
Ấu trùng ăn Betula nigra. Chúng ăn lá nơi chúng làm tổ.